# 앤 카터

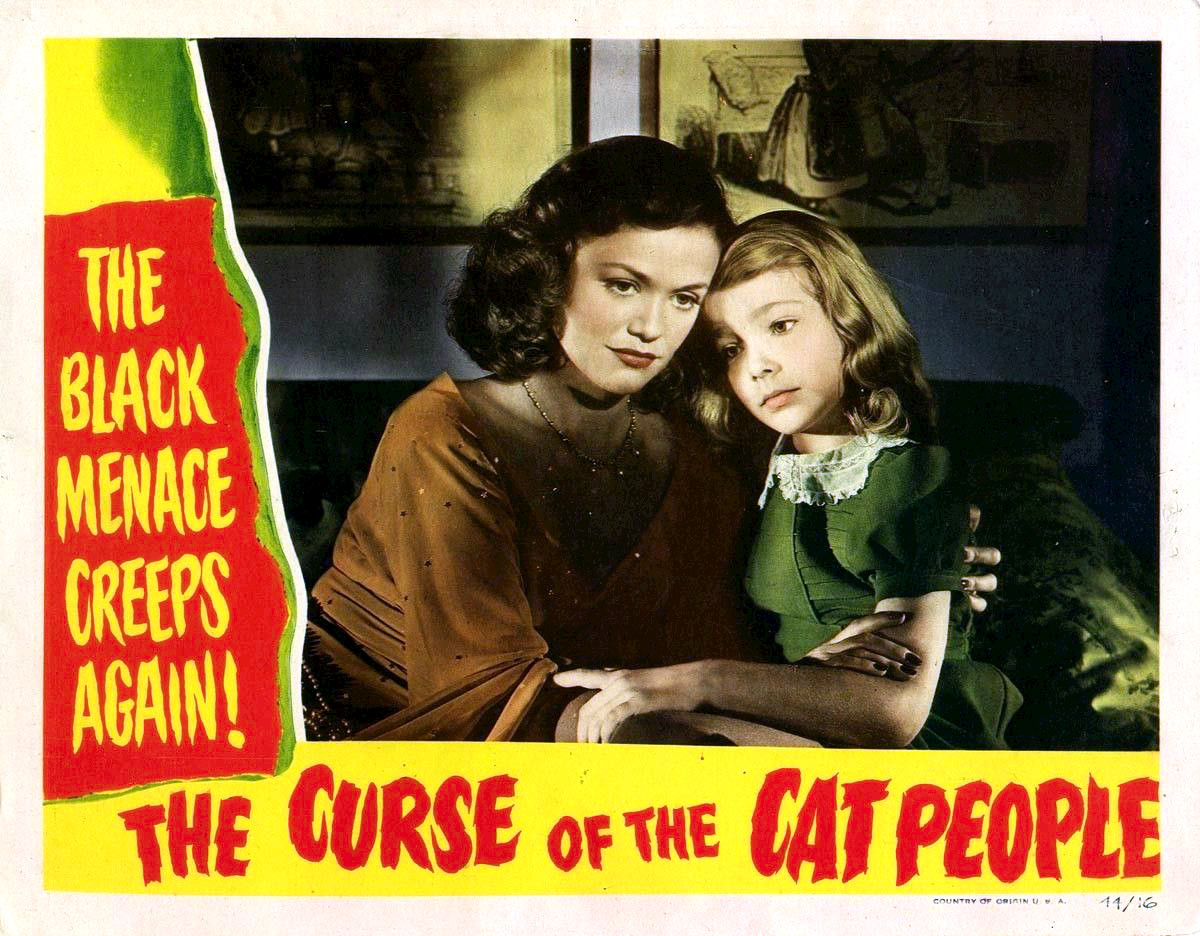
'고양이 인간의 저주(1944)' 영화 포스터 (오른쪽이 앤 카터)

앤 카터(Ann Carter, 1936년 6월 16일 ~ 2014년 1월 27일)는 미국의 아역 배우이다.
뉴욕 시러큐스에서 태어났다. 4살 때 'Last of the Duanes (1941 film)'에 반짝 출연한 인연으로 아역 배우가 되었다. 1948년 7월 소아마비에 걸린 후 연기를 그만두었다. 회복된 후에는 대학 교육을 마치고 교편을 잡았다.  
2014년 1월 27일 워싱턴주 노스벤드에서 오랜 난소암 투병 끝에 사망했다.(향년 77세).

## 영화
- 발 류튼: 그림자 속의 사나이 (2007년) - 본인 역
- 결혼 멤버 (1952년)
- 아더 왕궁의 코네티컷 양키 (1949년)
- 송 오브 러브 (1947년)
- 더 패블러스 도르시스 (1947년)
- 이혼의 아이들 (1946년)
- 캣 피플 2 (1944년) - 에이미 역
- 사랑의 서광 (1944년)
- 노스 스타 (1943년)
- 내 사랑 마녀 (1942년)